# Danmarks Ishockey Union
Danmarks Ishockey Union (DIU) ordnar med den oranigserade ishockeyn i Danmark, och gick med i IIHF den 27 april 1946.
Förbundet bildades 27 november 1949, efter att dansk ishockey tidigare lytt under det danska skridskoförbundet sedan sporten kom till Danmark på allvar i slutet av 1920-talet.

### Fotnoter
1. ↑  ”International Ice Hockey Federation”. http://www.iihf.com/iihf-home/countries/denmark.html. Läst 28 augusti 2011.
2. ↑  ”Danmarks Ishockey Union”. Arkiverad från originalet den 21 oktober 2011. https://web.archive.org/web/20111021044034/http://www.ishockey.dk/Documents.aspx?category=2&docid=19. Läst 28 augusti 2011.